# اندرس مولتنی
 اندرس مولتنی (انگلیسی: Andrés Molteni؛ زادهٔ ۱۵ مارس ۱۹۸۸) یک تنیس‌باز اهل آرژانتین است. 